# Jean Sully-Dumas
Jean-Sully-Dumas est un grand couturier et costumier de théâtre et d'opéra français né le 16 décembre 1915 à Apt et mort le 18 février 2014 à Avignon. Pour Pierre-Jean Remy, il est, à la fin des années 1940, « l'un des plus grands couturiers de France, c'est-à-dire du monde ».

## Biographie
Jean Sully-Dumas naît à Apt en 1915 dans une famille de la haute société provençale. Son père est sous-préfet. Fasciné par l'élégance de sa mère, il couvre ses cahiers d'écolier de dessins de chaussures à talons. Bien que ses parents envisagent pour lui une carrière dans l'administration, il s'oriente vers la couture et fait son apprentissage puis ses premiers pas dans le milieu de la mode à Paris. La guerre et le décès de son père en 1941 le ramènent à Avignon.  
Il s'installe au 83 de la rue Joseph-Vernet, dans l'hôtel particulier du XVIIIe siècle qu'occupe sa famille après qu'il a abrité le Collège d'Annecy. Il puise cependant son inspiration dans l'atmosphère des rues de Paris, dessine des robes élégantes ou plus excentriques, invente les dos très dénudés, les « mini qui ne montrent rien ». Il avoue ne pas savoir planter une aiguille et rend hommage à Josette Vernay, sa première d'atelier. Sa maison compte, dans sa période la plus faste, jusqu'à dix-sept ouvrières. Il présente sa première collection de haute couture à l'automne 1947, quelques mois après la collection New Look de son ami Christian Dior qui révolutionna la mode. Il entre, depuis Avignon, dans le monde très fermé de la haute couture : « Je crois avoir été une des rares, peut-être même l'unique maison de haute couture installée en province ». Sa muse et mannequin vedette est Eliette Mouret (de). Elle présente ses robes de mariée au musée Calvet. Elle deviendra Madame Karajan.
Pendant près de quarante ans, il organise, deux fois par an, ses défilés avec trente-cinq modèles, habille les femmes les plus belles et les plus riches comme la bégum Aga Khan, Jacqueline Kennedy-Onassis, Florence Gould ou Marie-Laure de Noailles : « Des femmes érudites et extravagantes [qui] mettaient leur fortune et leur intelligence au service de l'art ». Elles lui ouvrent les portes d'une vie de fêtes et de réceptions où se rencontrent André Gide, François Mauriac, Albert Camus, Jean Paulhan, Jean Giraudoux, Paul Léautaud ou Jean Cocteau. Jean Hugo évoque ses dîners chez Sully-Dumas dans ses Carnets. Dans sa biographie fictive de Violette Leduc, Michele Zackheim (de) présente Jean Sully-Dumas comme l'ami qui veille la romancière dans ses derniers instants.
Installé à Avignon l'année où Jean Vilar crée le festival, il participe à l'événement en créant des costumes pour Gérard Philipe et Germaine Montero. Il est « l'autre Prince en Avignon »,. Il crée en 1977 les costumes pour La Voix humaine de Francis Poulenc et Jean Cocteau montée au Théâtre-Opéra d'Avignon par le baryton et metteur en scène belge naturalisé français José Beckmans (ru). Il fait partie du petit cercle d'artistes et d'intellectuels accueillis par Elsa Koeberlé et son ame Génia Lioubow à l'abbaye Saint-André où il réalise les photographies de son premier défilé de mode. 
« L'homme aux doigts d'or qui, loin des sunlights parisiens, faisait des miracles », « l'un des plus grands couturiers de France, c'est-à-dire du monde », ferme sa boutique d'Avignon à la fin des années 1980 et se retire dans sa villa de Villeneuve-lès-Avignon où il meurt le 18 février 2014 à l'âge de 98 ans. Il est le père de deux filles et le grand-père de plusieurs petits-enfants. Ses obsèques sont célébrées en la collégiale Notre-Dame. Une rétrospective de ses créations est présentée par Roseline Bacou à l'abbaye Saint-André en 1994. Ses modèles des années 1960 aux années 1980 sont présentés au palais Galliera, musée de la Mode de la ville de Paris,. Sa robe en taffetas de soie orné de broderies au lacet formant marguerite est exposée lors des journées européennes du patrimoine organisées en 2018 aux musée du Septennat et musée du Costume de Château-Chinon.

## Distinction
Jean Sully-Dumas est membre de l'Académie de Vaucluse. Marie-Josée Roig lui remet les insignes de chevalier des Arts et des Lettres le 4 avril 2012, à 97 ans.